# Pseudogaurax solomonensis
Pseudogaurax solomonensis är en tvåvingeart som beskrevs av Ismay 1987. Pseudogaurax solomonensis ingår i släktet Pseudogaurax och familjen fritflugor. Inga underarter finns listade i Catalogue of Life.